# Hapalémur doré
Hapalemur aureus
Espèce
Statut de conservation UICN

 CR C2a(i) : 
En danger critique
L’hapalémur doré (Hapalemur aureus), ou lémur bambou doré est une espèce de lémurien qui n'a été découverte qu'en 1987 par les scientifiques français Jean-Jacques Petter, André Peyrieras et Roland Albignac. Elle est endémique de Madagascar.

## Description
Le pelage est dense et doux, de longueur modérée. Le dos est de couleur châtain avec quelques zones plus sombres ; la queue est également plus sombre à son extrémité. Le pourtour des yeux est de couleur plutôt brun foncé, alors que le reste de la face est brun doré. Les oreilles sont petites et ne présentent aucune touffe de poils, elles ont une couleur brun doré pâle. Le museau est court.
Il n'y a pas de dichromatisme sexuel évident, les femelles ont toutefois tendance à être un peu plus grisâtres dorsalement.
Sa taille est comprise entre 72 et 80 cm (corps; 34 à 38 cm et queue; 38 à 42).
Son poids  se situe généralement aux alentours de 1,5 kg.
L'hapalémur doré se différencie de ses deux confrères par sa taille intermédiaire entre celles des deux espèces avec lesquelles il vit en sympatrie : l'hapalémur gris qui est plus petit et le Grand hapalémur qui est plus grand. La couleur caractéristique d’Hapalemur aureus permet également d’éviter les confusions.

## Répartition

Répartition géographique

L'hapalémur doré est une espèce endémique du Sud-Est de Madagascar.
Son entière population est contenue dans le parc national de Ranomafana et la réserve naturelle d'Andringuitra qui comprend une partie du massif montagneux d'Andringuitra.

### Habitat
Les forêts tropicales primaires contenant des bambous géants constituent son habitat.  C'est dans ces petites parcelles de forêt tropicale présentes au sud-est de l'île malgache que vit ce lémurien.

## Déplacement
L'hapalémur doré grimpe verticalement aux arbres, mais il utilise également le saut. Lorsqu’ils s’alimentent les animaux peuvent adopter une posture sur le mode quadrupède.

## Alimentation

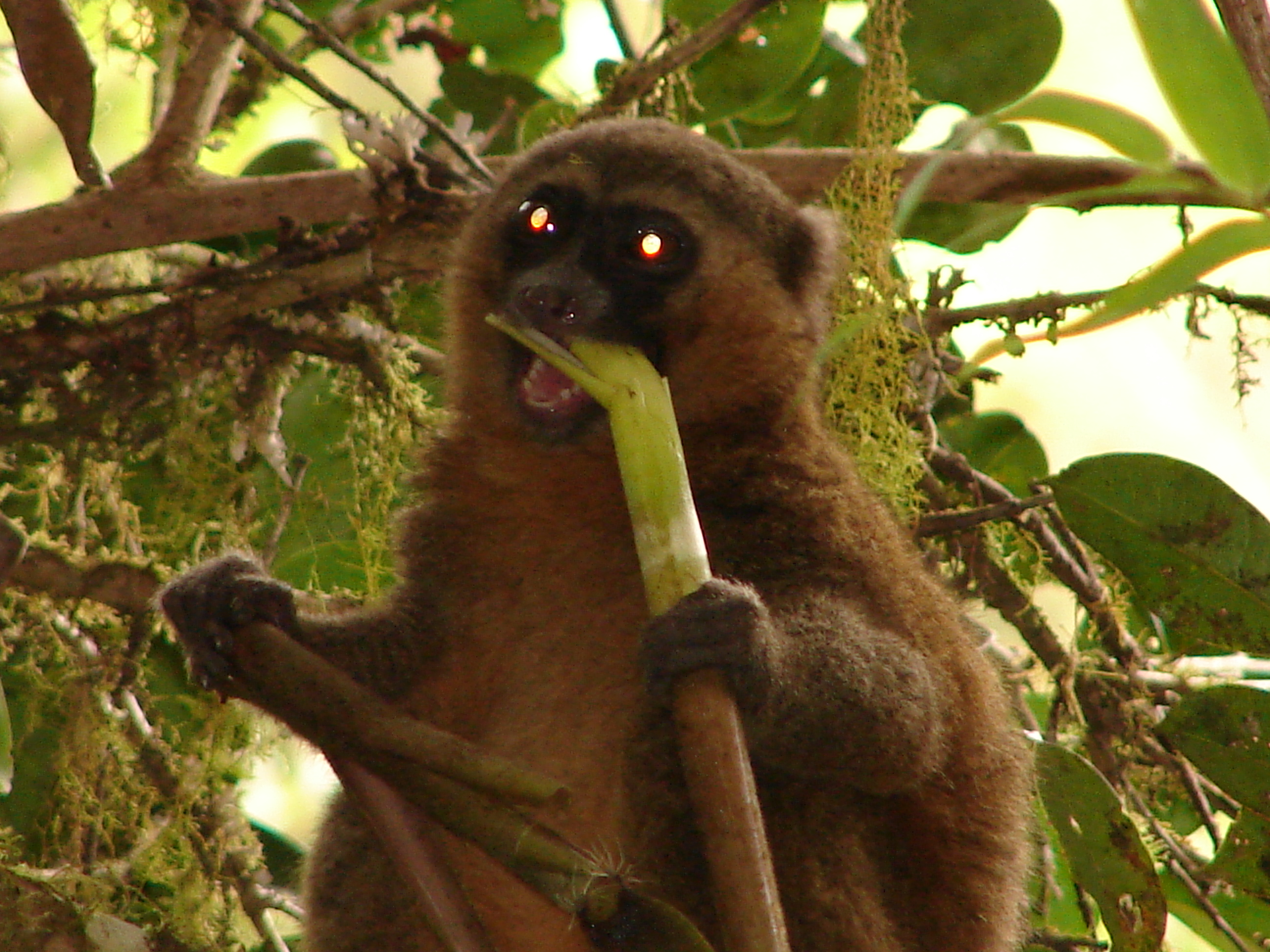

L'hapalémur doré se nourrit presque exclusivement de jeunes pousses du bambou géant (Cephalostachyum viguieri) et de la base de ses feuilles. Cette plante très toxique a une forte concentration en cyanure, mais l'animal résiste à des doses 20 fois plus élevées que le seuil mortel. On ignore toujours par quel moyen.
Son régime alimentaire se différencie de celui des deux autres espèces cousines de primates ; l'hapalémur gris qui semble privilégier les repousses des bambous de petites formes tandis que le Grand hapalémur s'est spécialisé dans les repousses des grands bambous très coriaces. Cette différenciation des régimes alimentaires permet d'éviter une compétition excessive et rend la cohabitation possible.

## Comportement
Ce sont des animaux sociaux qui vivent en petits groupes familiaux d'environ 2-6 individus composés d'un mâle et d'une femelle adultes, ainsi que de sous-adultes et d'adolescents.

## Reproduction
La femelle de l'hapalémur doré donne naissance à un petit, parfois deux, par portée. Elle a deux cycles d'œstrus par an. Les accouplements ont lieu en juillet - août et les naissances surviennent de novembre à décembre, au début de la saison des pluies. En captivité la durée de la gestation est de 137 jours, elle est sans doute identique dans la nature. Les petits sont sevrés à 6 mois. Pendant les 10 à 14 premiers jours de la vie des petits, la mère choisit un nid isolé.

## Menace d'extinction
L'espèce est menacée par la perte continue de son habitat forestier en raison des abattis-brûlis et de l'exploitation du bois. Même les forêts protégées dans le parc national de Ranomafana sont soumises au risque de l'exploitation forestière et l'exploitation illégale. Cette espèce peut également être mise en péril en raison de la chasse pour la nourriture et du commerce des animaux.
En 2009, il ne restait plus que 630 individus.
L'hapalémur doré est l'une des dix-huit espèces de primates de Madagascar incluses entre 2000 et 2020 dans la liste des 25 espèces de primates les plus menacées au monde (2000).